# Solo per giustizia
Solo per giustizia è un saggio sulla camorra del magistrato napoletano Raffaele Cantone.

## Contenuti
Ripercorrendo la sua carriera di magistrato, Raffaele Cantone spiega ai lettori quel mondo oscuro e violento che è la camorra. Raccontando i suoi anni alla Direzione Distrettuale Antimafia il magistrato narra le vicende ed i processi che lo hanno visto protagonista nella lotta al clan dei Casalesi. Un saggio da cui emergono da un lato la forza delle mafie, e dall'altro il lavoro e l'impegno di chi quotidianamente le combatte.